# Тоні Ланг
То́ні Ланг (нім. Toni Lang; нар. 22 квітня 1982, Гуттурм, Німеччина) — німецький біатлоніст, учасник та призер етапів кубка світу з біатлону.

## Кар'єра в Кубку світу
- Дебют в кубку світу — 13 березня 2008 року в спринті в Осло — 32 місце.
- Перше попадання до залікової зони — 12 грудня 2008 року в спринті в Гохфільцині — 27 місце.
- Перший подіум — 7 січня 2009 року в естафеті в Обергофі — 2 місце.

У 2008 році Тоні вперше виступав на етапах кубка світу з біатлону, проте свої перші залікові очки йому вдалося набрати лише у наступному сезоні. Загалом сезон 2008/2009 став, поки що, найкращим у кар'єрі Ланга, він 5 разів потрапляв до залікової зони та 2 рази був другим у складі естафети. У сезоні 2010/2011 Тоні брав участь лише у чотирьох гонках і тільки у двох із них йому вдалося набрати залікові бали за підсумками сезону увійти до загального заліку біатлоністів, посівши 85 місце.

## Загальний залік в Кубку світу
- 2008–2009 — 65-е місце (79 очок)
- 2010–2011 — 85-е місце (27 очок)

## Статистика стрільби
| № п/п | Сезон     | Загальна         | Індивідуальна гонка | Спринт         | Гонка переслідування | Мас-старт   | Естафета       |
| ----- | --------- | ---------------- | ------------------- | -------------- | -------------------- | ----------- | -------------- |
| 1     | 2008-2009 | 73,3 % (129/176) | 80,0 % (32/40)      | 72,0 % (36/50) | 68,3 % (41/60)       | 0,0 % (0/0) | 76,9 % (20/26) |
| 2     | 2010-2011 | 73,3 % (44/60)   | 75,0 % (15/20)      | 65,0 % (13/20) | 80,0 % (16/20)       | 0,0 % (0/0) | 0,0 % (0/0)    |

## Статистика
У таблиці наведено статистику виступів біатлоніста в Кубку світу.
- Місця 1–3: кількість подіумів
- Чільна 10: кількість фінішів у першій десятці
- В очках: кількість виступів, на яких біатлоніст здобував очки
- Старти: кількість стартів
- Естафета: включно зі змішаною

| Місця                              | Індивід. | Спринт | Персьют | Мас-старт | Естафета | Разом |
| ---------------------------------- | -------- | ------ | ------- | --------- | -------- | ----- |
| 1                                  |          |        |         |           |          |       |
| 2                                  |          |        |         |           | 2        | 2     |
| 3                                  |          |        |         |           |          |       |
| Чільна 10                          |          |        |         |           |          |       |
| В очках                            | 1        | 3      | 3       |           |          | 7     |
| Стартів                            | 3        | 9      | 5       |           | 2        | 19    |
| Станом на: кінець сезону 2010/2011 |          |        |         |           |          |       |